# Lillian Gish
Lillian Diana Gish (født 14. oktober 1893 i Springfield, Ohio, USA, død 27. februar 1993 i New York City, New York, USA) var en amerikansk filmskuespiller.
Hun spillede teater allerede som 5-årig med sin mor og med søsteren Dorothy (1898-1968) som også gjorde filmkarriere. Begge søstre filmdebuterede i D.W. Griffiths An Unseen Enemy (1912), og Lillian blev snart Griffiths vigtigste skuespiller med hovedrollen i The Birth of a Nation (En nations fødsel, 1915). Med sit sarte udseende og en sjælfuldhed som kunne slå over i realistisk beslutsomhed, var hun den ideelle eksponent for det victorianske hos Griffith. Hun spillede næsten udelukkende i hans film frem til 1920'erne, bl.a. i Intolerance (1916), hvor hun er kvinden ved vuggen, Broken Blossoms (Knækkede liljer, 1919), Way Down East (Vejen mod Lyset, 1920) og Orphans of the Storm (De to Forældreløse, 1921). Hun instruerede også filmen Remodeling Her Husband (1920). Derefter var hun Mimi i King Vidors La Bohème (1926), Hester Prynne i Victor Sjöströms The Scarlet Letter (1926), og spillede den kvindelige hovedrolle i Sjöströms The Wind (Stormen, 1928).
Da lydfilmen kom vendte hun tilbage til teateret, og spillede bl.a. Ofelia mod John Gielguds Hamlet på Broadway. Med John Farrows Commandos Strike at Dawn (1942) var hun tilbage i filmen. Hun medvirkede i Duel in the Sun (Duel i solen, 1946), og leverede sin bedste lydfilmrolle i Charles Laughtons The Night of the Hunter (Kludedukken, 1955). Sin sidste rolle spillede hun mod Bette Davis i Lindsay Andersons The Whales of August (Sensommerdage, 1987), 75 år efter debuten. Hun har bl.a. udgivet bogen The Movies, Mr. Griffith and Me (1969). I 1971 blev hun tildelt en speciel Oscar-pris.